# Centraljämtska issjön
Centraljämtska issjön fanns i Jämtland under förhistorisk tid.

## Bakgrund
När senaste istiden upphörde och inlandsisarna började smälta så skedde detta i riktning från havet och inåt land. För Jämtlands del innebar det att fjällkedjans dalar västerut var de trösklar och nivåer som avrinningen måste överstiga. Öster om fjällkedjan bildades det isdämda sjöarna, vilkas strandlinjer ännu under 1800-talet var en gåta för geologerna. I dess första skede har Enan-issjön strandlinjer på drygt 700 m ö.h. Genom forskning har issjöarna klarlagts vad beträffar utsträckning och utveckling. Enaissjöarna och Handölissjöarna förenades de med Storliissjön. När Storlien-issjön förenas med Skal-issjön tillsammans bildar Duved-issjön. Allt eftersom isen retirerar österut förenas issjöarna till Jämtlands och sannolikt hela fjällkedjans största issjö, Kall-issjön. Den hade sitt utflöde på nivån ca 450 m ö.h norr om Sandnäset och fortsatt genom den kraftigt markerade kanjonbildningen i Styggdalen. Ned till den nutida nivån för Storsjön på 292 meter återstår nästan 160 meter. Medan Kall-issjön definieras som fjällkedjans sista issjö är den centraljämtska issjön nästa led i de sjöar som bildas under avsmältningprocessen. Det finns fastställt tre strandlinjer med olika nivåer 425,410 och 360 m ö.h med nivåsänkningen och tappningen också åt öster fram till nutida isfria nivå. Dess utbredning och nivåer har sannolikt genomgått än fler stadier innan den sista isresten i öster genombröts och nivån fastställdes av berggrunden vid Storsjöns nuvarande tröskel, älvmunnen för Indalsälven fortsatta flöde. Exempelvis vid Frösö kyrka finns rester av strandlinjen för Centraljämtska issjön att beskåda.

### Fotnoter
1. ↑  Naturvårdsverket. ”Geomorfologiska kartblad”. Naturvårdsverket. https://www.naturvardsverket.se/Documents/publikationer/SNVPM1144.pdf?pid=18812.